# Pim (film)
Pim is een Nederlandse film uit 1983 van Orlow Seunke samengesteld uit vijf korte films.

## Synopsis
In 1979-1980 maakte Seunke vijf korte films over de onhandige kamerbewoner Pim:
- 1979 - Pim en zijn hospita (18 minuten)
- 1980 - Pim en de film (20 minuten)
- 1980 - Pim en zijn familie (20 minuten)
- 1980 - Pim geeft een feest (20 minuten)
- 1980 - Pim en zijn vriend (20 minuten)

### Pim en zijn hospita
Pim is eerstejaarsstudent. Hij heeft voor het eerst zijn eigen kamer en maakte ook voor het eerst kennis met de grote stad. Maar Pim is vooral onder de indruk van zijn hospita. Hij probeert bij haar in de gunst te komen en denkt uiteindelijk dat zij net zo voor hem is gevallen als hij voor haar.

### Pim en de film
Pim wordt gevraagd om mee te spelen in een reclamefilmpje. Een jongensdroom gaat in vervulling. Hij droomt ervan dat hij hiermee beroemd wordt en stelt zich voor hoe de film eruit zal zien. Bij de opnamen blijkt allemaal toch wat moeilijker te zijn dan hij had verwacht. Hij komt van de ene situatie in de andere. Tot slot ervaart Pim in de bioscoop dat je film op vele manieren kunt gebruiken: hij ziet zichzelf terug als antiheld.

### Pim en zijn familie
Pims ouders zijn 35 jaar getrouwd. De hele familie is uitgenodigd voor een gezellige dag. Pim houdt niet van dit soort opgelegde feestdagen. Hij onttrekt zich aan de verplichtingen door plezier te maken met zijn vijfjarige neefje. Maar je onttrekken aan de feestelijkheden heeft ook zijn consequenties.

### Pim geeft een feest
Pim moet op het huis van zijn oma passen. Eindelijk de ruimte en een mooie gelegenheid voor een feest. Helaas komen de mensen die hij heeft uitgenodigd niet opdagen, maar er komt wel een groep jongelui die hij geheel niet kent. Het wordt een wild feest, maar of oma het aleemaal zal waarderen als ze terugkomt is nog maar de vraag.

### Pim en zijn vriend
Pim wil een racefiets. Dat is zijn hobby, zijn leven geworden. Hij ontmoet op zonderlinge wijze iemand die aardig voor hem is. Eindelijk een vriend. Samen delen ze veel lief en leed en samen delen ze het geld dat Pim heeft gespaard.
De films werden uitgezonden door de VPRO en daarna verzameld in een film (Pim), die op 4 augustus 1983 in première ging. In de korte films draait het vooral om fysieke grappen en aardige bijrollen.

## Rolverdeling
| Acteur              | Personage     |
| ------------------- | ------------- |
| Orlow Seunke        | Pim           |
| Standa Bares        | Pims vriend   |
| Truus Dekker        | Pims moeder   |
| Lou Steenbergen     | Pims vader    |
| Olga Zuiderhoek     | hospita       |
| Hans Man in 't Veld | Jehovagetuige |
| Ilja Seunke         |               |
| Elisabeth Hoytink   |               |
| Dorijn Curvers      |               |
| Ernst Seunke        |               |
| Bram van der Vlugt  |               |
| Jeroen Krabbé       |               |
| Hans van Tongeren   |               |

## Overige medewerkers
- Regie: Orlow Seunke
- Productie: Jan Musch, Tijs Tinbergen, Orlow Seunke
- Scenario: Orlow Seunke, Maarten Koopman
- Camera: Theo van de Sande (kleur)
- Muziek: Maarten Koopman
- Montage: Orlow Seunke, Ton de Graaff
- Art direction: Dorus van der Linden
- Kostuums: Iduna Beenke
- Geluid: Jan Musch
- Speelduur: 100 minuten
- Formaat: 16 mm
- Jaar: 1983
- Productiemaatschappij: Twisk
- Distributeur: Classics